# Cmentarz w Nowym Porcie
Cmentarz św. Jadwigi w Nowym Porcie – cmentarz komunalny w Gdańsku, w dzielnicy Nowy Port. Powierzchnia wynosi 1,6 ha.

## Historia
Cmentarz powstał w 1886, jako nowy katolicki cmentarz parafialny. W latach 20. XX wieku został powiększony w kierunku wschodnim. W 1916 przy wejściu na cmentarz zbudowano istniejącą niewielką kaplicę cmentarną.
Najstarszy nagrobek pochodzi z 1914. Większość na przedwojennym cmentarzu stanowili Niemcy, zachowało się jednak kilka grobów Polaków. Od końca lat 50. nekropolia jest cmentarzem komunalnym. Znajdują się tu także powojenne groby szwedzkich marynarzy.